# Sacchiphantes viridis
Espèce
Sacchiphantes viridis, le chermès vert de l'épicéa ou chermès de la galle ananas de l'épicéa, est une espèce d'insectes de l'ordre des hémiptères provoquant la formation de galles que l'on trouve sur l'épicéa.
L'hôte primaire de cette espèce de pucerons est l'épicéa (genre Picea), l'hôte secondaire est le mélèze (genre Larix). Sur le mélèze, le puceron n'entraîne pas la formation de galles, mais ses piqûres mènent à la formation d'un coude dans les aiguilles et à leur chute prématurée.
Certaines générations sont ailées, d'autres sont recouvertes d'une laine cireuse pourvue de longs poils blancs (dont dérive l'appellation " lanigère ").
Synonyme
- Adelges viridis (Ratzeburg, 1843)